# Věnec (stavebnictví)

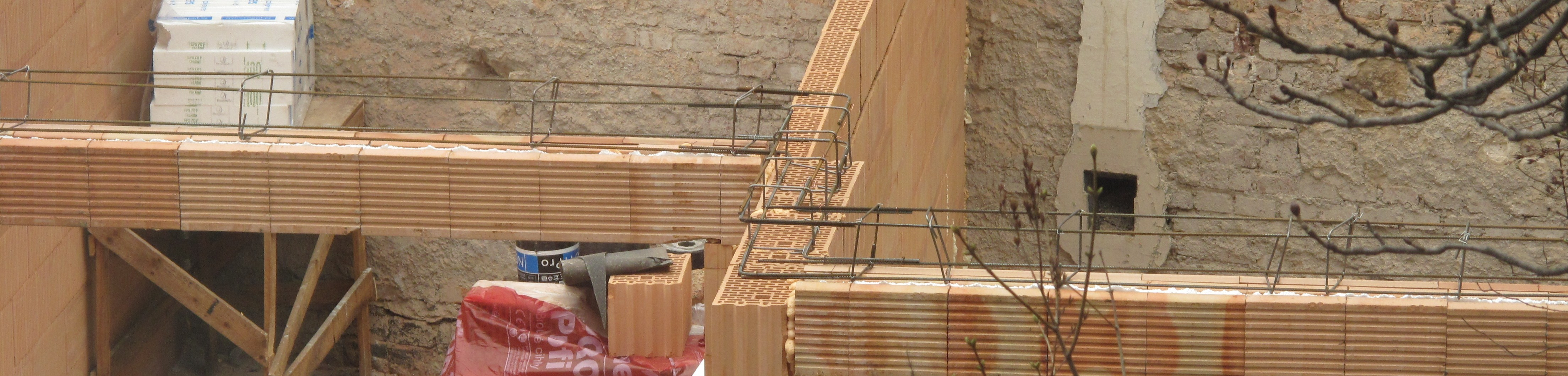
Příprava na betonování věnce

Věnec je vodorovná konstrukce, obsažená v obvodových nosných stěnách stavby, která slouží ke zvýšení její prostorové tuhosti. Měla by ji obsahovat každá stavba.[zdroj?] Ze statického hlediska slouží věnec k zachycování vodorovných namáhání stavby (např. větrem, otřesy). Toto ztužení je velmi důležité u staveb s horizontálně netuhými stropy (což jsou například v podstatě všechny dřevěné stropy) a u rámových konstrukcí na bázi montovaných staveb (známé „socialistické“ paneláky, polikliniky atd., systémy S 1.2, MS 71, H-Integro).
Obecně lze říci, že se věnce musí provádět v každém podlaží v úrovni stropu. Věnec může být spojen se stropem (nejčastější) nebo s překlady otvorů (méně časté). Obě řešení mají své klady i zápory a je třeba je zvážit v souvislosti s řešením stavby jako celku.
Věnce se provádějí jako konstrukce ocelové, železobetonové (nejčastěji), nebo železobetonové prefabrikované.

## Ocelový věnec neboli zední kleštiny
Toto řešení je nejstarší. Nalezneme jej u historických a starších staveb (zbudovaných cca do roku 1920). Je to systém založený na principu rektifikovatelného (délkově nastavitelného) táhla. Při zatížení stavby dochází ke vzniku sil v obvodovém zdivu, které má tendenci „vyklopit se“ ven. Dovnitř nemůže, protože je mu v tom zabráněno stropními trámy (dřevěné stropy jsou zpravidla vždy tam, kde jsou užity zední kleštiny). Síly ve zdivu následně vyvolají v kleštinách tahové normálové napětí (tj. namáhání se směrem rovnoběžným s podélnou osou táhla). Aby nevznikaly rezervy, tzn. že táhlo musí být taženo hned při vzniku horizontálních sil ve zdivu, ne až při určité hodnotě, obsahuje zední kleština rektifikační člen, jehož pomocí se dá táhlo napnout. Zední kleština se také používá u kleneb, jako prvek zachycující nežádoucí vodorovnou reakci klenby do zdiva. 

## Železobetonový monolitický věnec
Tyto prvky se vyrábějí přímo na staveništi a jsou nejčastějším druhem věnců. Princip je obdobný jako u zedních kleštin, jenže železobetonový věnec zabraňuje vypadnutí obvodového zdiva ven i dovnitř. Další výhodou je možnost spojit věnec pevně se stropní konstrukcí, nebo s monolitickými překlady. Princip tohoto typu věnce vychází z principu železobetonu, tedy „spolupráce“ výztuže a betonu. Výztuž je tvořena podobně jako u trámu podélnými pruty, minimálně v každém rohu (tažená a tlačená výztuž) a tzv. třmínky (pomocná a smyková výztuž), které mají čtvercový tvar a navlékají se na pruty podélné. Železobetonové věnce navrhuje vždy specialista – statik, neboť jsou namáhány na ohyb (při vodorovném zatížení se stěna prohýbá), na kroucení a na tlak. Spojení výztuže věnce a stropu, nebo i překladu, záleží na typu stropu (překladu). Při provádění se nejprve postaví bednění věnce, případně i stropu. Do něj se vloží v předepsaných vzdálenostech od jeho vnitřních stěn svázaná výztuž (tzv. armokoš) a věnec se zabetonuje. Bednění se odstraňuje nejdříve po 10 dnech a stavět na věnci by se mělo intenzivněji až po 28 dnech, kdy beton dosáhne normové pevnosti. Častou chybou je žádná nebo nedostatečná izolace věnce, která se projeví v interiéru jako plesnivé fleky (důvodem je tepelný most). Ta se provádí pomocí tepelně izolačního materiálu (polystyren + věncovka, lignopor) vždy z vnějšku na celou výšku věnce. Pokud se užije věncovka, je možné vynechat vnější část bednění. V každém případě je třeba vložit mezi věncovku a železobeton věnce izolační materiál (nejlépe polystyren).

## Železobetonový prefabrikovaný věnec neboli ztužidlo
Tento typ věnců se užívá výhradně u montovaných rámových staveb. Jde o prvky které ztužují sloupové systémy v horizontálním směru. Zpravidla se umisťují do styčníku (spoje) sloupu a průvlaku (průvlak je nosný prvek, který nese trámy, příp. stropní panely a jejich váhy přenáší do sloupů). Ztužidla jsou tedy vlastně trámy, které roznášejí vodorovné síly do celé stavby, tedy zvyšují tuhost celého sloupového systému. Tyčová ztužidla používají hlavně systémy s nerovným podhledem (tedy kde jsou při pohledu zespodu na strop vidět průvlaky). Je to případ soustav S 1.2 nebo H-Integro. U systémů s rovným podhledem (systém MS 71) se používá ztužení pomocí stropních panelů. Každý panel je přivařen k deskovým průvlaků pomocí destiček, které jsou navrženy na předpokládanou velikost namáhání.